# 酒ぬのや本金酒造
酒ぬのや本金酒造株式会社（さけぬのやほんきんしゅぞう）は、長野県諏訪市にある日本酒メーカー。諏訪五蔵のひとつ。

## 歴史
創業は江戸時代後期の宝暦6年（1756年）で、当初の屋号は「志茂布屋」（しもぬのや）。酒屋の家に生まれた宮坂伊三郎が分家独立、初代当主として大和屋の酒株を買収したのが始まりである。醸造業の傍ら、伊三郎およびその子・宮坂恒由は甲斐国（現・山梨県）の河口湖や茨沢川で捕った小エビやシジミを諏訪湖に放流。それが一躍して諏訪地域の名産品となり、これが評価され1880年（明治13年）の明治天皇巡幸の際、羽二重一衣が下賜された。現在の本金のラベルにあるエビとシジミの図柄は、こうした祖先の偉業を讃えてのものである。国学にも通じ、地誌『諏訪旧蹟誌』の編纂のほか、神社の神主を務めるなどした。明治維新後に屋号を「酒布屋」とし、第二次世界大戦を挟んで広島県から杜氏を招きつつ地元の諏訪杜氏を育成。醸造技術の確立は北原太一によってなされ、全国新酒鑑評会に長野県産の酒米である美山錦を原料とする酒を出品し、金賞を獲得するまでに成長した。応接間に掲げられている「山紫に水浄き 高山の気を醸みいでて 天の美緑となるものを 君来り汲み味へや」の詩は1953年（昭和28年）、当時の当主であった宮坂亨の依頼により、作家の佐藤春夫が作詩したもの。宮坂亨は酒造家らが集う「若葉会」の会長も務めていた。酒蔵同士それぞれが実力を磨き合い、互いに友好的であるべきという思いが込められている。
2016年（平成28年）時点で社長を務める宮坂眞一は8代目、専務で2008年（平成20年）に北原太一から杜氏を継いだ宮坂恒太朗は9代目にあたる。細々とした家族経営であり、日本酒級別制度の廃止や小売りの自由化で打撃を受けるも、斗瓶囲いのような昔ながらの手作業による製法にこだわり、イベントを開催して一般の消費者と交流する機会を創出。酒蔵としての規模は小さくとも、その味は上々と評される。2000年代に東京から帰郷して経営の建て直しに当たった宮坂恒太朗であったが、杜氏を継いだ3年後に筋萎縮性側索硬化症 (ALS) を発症。車椅子での生活を余儀なくされながらも杜氏の仕事を全うしようとする姿に、唎酒師の玉岡あずみは「お米の中に宇宙を見ているようだ。酒造りの秘密を車椅子の上から解き明かそうとしている」（引用）として、イギリスの物理学者・天文学者で同じALS患者でもあるスティーヴン・ホーキングになぞらえて「酒造界のホーキング博士」と評した。

## 製品

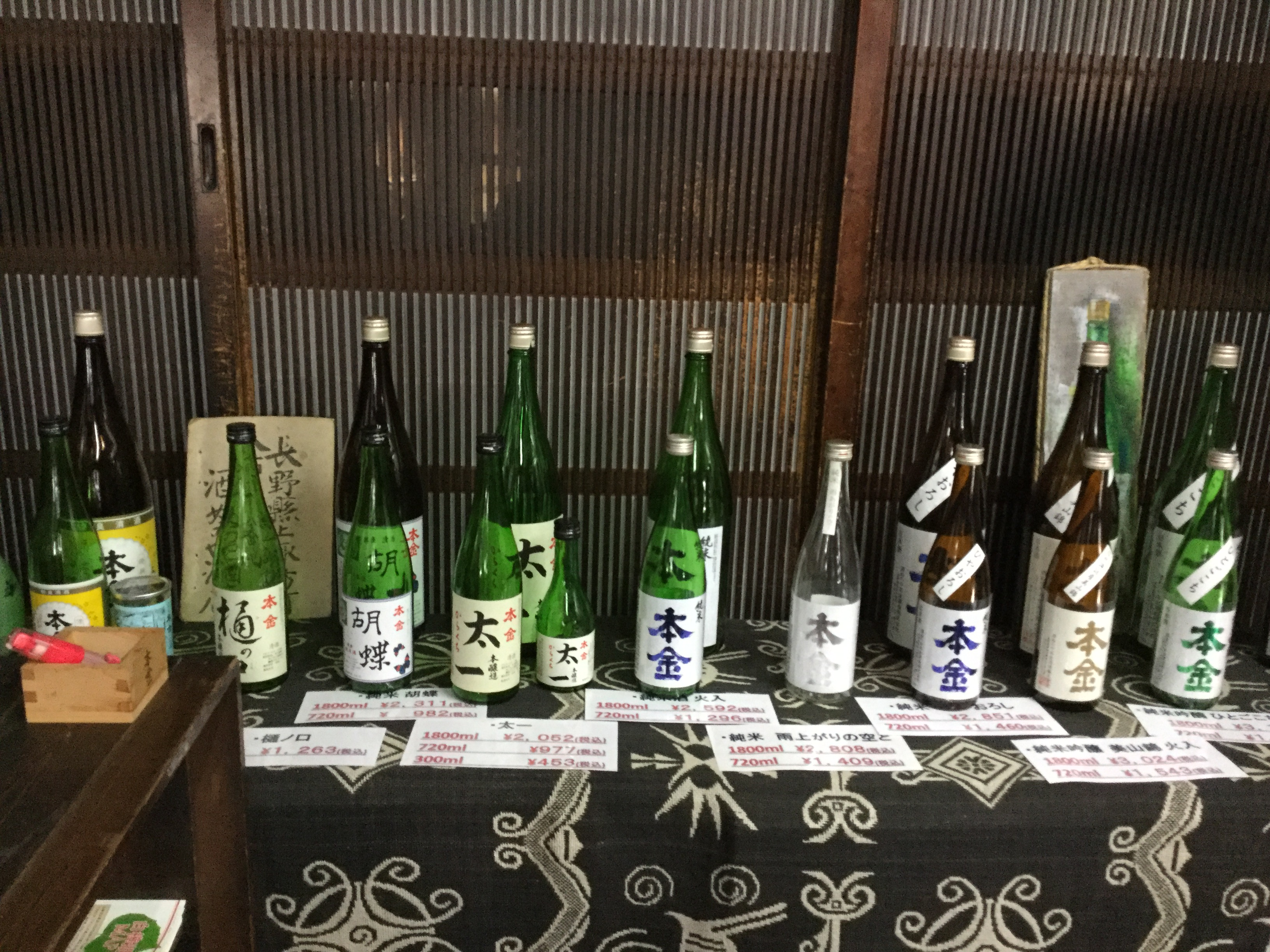
製品
美山錦などを酒米とし、霧ヶ峰由来の伏流水で仕込む。

### 銘柄
- 本金 - 「本物の」「一番（＝金）」から。2文字とも左右対称であり、裏表のない誠実な姿勢を表す[9][注 5]。
- 太一 - 杜氏の北原太一から[5]。
- 石尊 - 当地の雨乞いの神の名から[5]。

なお、1913年（大正2年）発行の『商工名鑑』から、当時は「金正宗」という銘柄を使用していたことがうかがえる。

### 受賞歴
- 1938年（昭和13年）、当時の大蔵省（現・財務省）主催による合同清酒品評会において全国優等賞を受賞。このときの杜氏は細川千文で、彼は戦中も兵役を逃れ醸造業に邁進、その後活躍の場を同業者の舞姫へと移した[6]。
- 平成12年（2000年）度、平成15年（2003年）度全国新酒鑑評会金賞[9]。
- International Wine Challenge 2017 Silver Winner（本金 純米大吟醸 美山錦）[11]
- 第65回長野県清酒品評会 長野県知事賞（純米吟醸酒部門、10社のうちの1社）[12]